# Подкопённая (Гурьевский район)
Подкопённая — деревня в Гурьевском районе Кемеровской области. Входит в состав Урского сельского поселения.

## География
Центральная часть населённого пункта расположена на высоте 309 метров над уровнем моря.

## Топонимика
Деревня расположена у подножия одной из крупнейших вершин Салаирского кряжа горы Копны. Поэтому и названа Подкопённой.

## Население
По данным Всероссийской переписи населения 2010 года, в деревне Подкопённая проживает 119 человек (60 мужчин, 59 женщин).